# José Leitón
José Martín Leitón Rodríguez (ur. 6 sierpnia 1993 w San José) – kostarykański piłkarz występujący na pozycji lewego pomocnika, obecnie zawodnik amerykańskiego Minnesota United.

## Kariera klubowa
Leitón pochodzi z dystryktu La Trinidad de Moravia w prowincji San José. Do czternastego roku życia grał w piłkę wyłącznie na ulicach w swojej dzielnicy. Po dobrym występie na juniorskim turnieju w dystrykcie San Jerónimo udał się na testy do krajowego potentata – klubu Deportivo Saprissa. Mimo pozytywnego werdyktu ostatecznie podpisał trzyletnią umowę z ekipą ligowego beniaminka – CS Uruguay de Coronado. Do pierwszej drużyny został włączony przez szkoleniowca Carlosa Watsona i w kostarykańskiej Primera División zadebiutował 23 września 2013 w przegranym 1:2 spotkaniu z Limón. W Uruguayu spędził dwa lata, będąc głównie rezerwowym; po wygaśnięciu kontraktu przeniósł się do drugoligowego Puntarenas FC, gdzie z kolei występował przez sześć miesięcy. W styczniu 2016 powrócił jednak do Uruguayu, gdzie tym razem został wyróżniającym się graczem ekipy i premierowego gola w lidze strzelił 20 marca 2016 w wygranej 3:0 konfrontacji z Pérez Zeledón. Na koniec rozgrywek spadł z Uruguayem do drugiej ligi.
W maju 2016 Leitón przeszedł do ówczesnego mistrza Kostaryki – klubu CS Herediano, podpisując czteroletni kontrakt. Szybko został jednym z ważniejszych piłkarzy środka pola i w jesiennym sezonie Invierno 2016 zdobył wicemistrzostwo Kostaryki. Pół roku później – w wiosennym sezonie Verano 2017 – wywalczył z kolei z zespołem prowadzonym przez Hernána Medforda tytuł mistrza Kostaryki. W sierpniu 2017 został wypożyczony do amerykańskiego Minnesota United FC, w którego barwach 9 września w zremisowanym 1:1 meczu z Philadelphia Union zadebiutował w Major League Soccer.

## Kariera reprezentacyjna
W lipcu 2017 Leitón został powołany przez selekcjonera Óscara Ramíreza do reprezentacji Kostaryki na Złoty Puchar CONCACAF, już w trakcie turnieju awaryjnie zastępując kontuzjowanego Christiana Bolañosa. Tam 22 lipca w przegranym 0:2 półfinałowym meczu z USA zadebiutował w seniorskiej kadrze; po tym spotkaniu jego drużyna odpadła z rozgrywek Złotego Pucharu.